# Яковенко Петро Максимович
Петро Максимович Яковенко (14 вересня 1914, Синиця — 26 лютого 2006, Чернівці) — український живописець; член Спілки радянських художників України з 1990 року. Заслужений діяч мистецтв України з 1998 року, лауреат Літературно-мистецької премії імені Сидора Воробкевича за 2004 рік.

## Життєпис
Народився 14 вересня 1914 року в селі Синиці (нині Уманський район Черкаської області, Україна). 1940 року закінчив Вінницьке загальновійськове училище. Брав участь у німецько-радянській війні. Нагороджений медалями «За взяття Кенігсберга», «За перемогу над Німеччиною у Великій Вітчизняній війні 1941—1945 рр.». Демобілізований 8 серпня 1946 року у військовому званні майора.
Протягом 1947—1981 років жив і працював у Латвійській РСР, де у 1950—1956 роках здобув мистецьку освіту в студії образотворчого мистецтва Ризької організації Спілки художників Латвії у Лео Свемпа, Яніса Тільбергса. З 1981 року — у Чернівцях, де мешкав у будинку на вулиці Сімовича, № 10А, квартира № 2.
Помер у Чернівцях 26 лютого 2006. Похований у Чернівцях на Алеї слави на Центральному цвинтарі.

## Творчий доробок
Працював у галузі станкового живопису. Автор натюрмортів, портретів, карпатських краєвидів, писав гори і долини, фіксував архітектурні пам'ятки та рослинність. Серед робіт:
- «Межигір'я» (1966);
- «Східний натюрморт» (1970);
- «Люпин» (1970-ті, картон, олія; Чернівецький художній музей)[6];
- «Купочка мойого життя» (1970-ті, картон, олія; Чернівецький художній музей)[6];
- «Букет з Карпат» (1990);
- «Хлопчик в капелюсі» (1993);
- «Півники»;
- «Таночок»;
- «Жнива»;
- «Карбівничий»;
- «Горянин»;
- «Автопортрет»;
- «Едельвейс».

Учасник латвійських, всеукраїнських та міжнародних виставок з 1962 року. Персональні виставки відбулися у Ризі у 1972, 1980 роках; Чернівцях у 1982, 1985, 1986, 1988, 1990, 1992, 1994, 2004 роках; Києві у 1997 році (Національний художній музей України), Черкасах у 1998 році.
Роботи митця зберігаються у Чернівецькому художньому музеї, Національному художньому музеї України та приватних колекціях.